# Pandolfo
Pandolfo  è un nome proprio di persona italiano maschile.

## Varianti
- Femminili: Pandolfa[3]

### Varianti in altre lingue
- Germanico: Pandulf[4]
- Latino: Pandulphus[1]

## Origine e diffusione
Deriva dal nome germanico di tradizione longobarda Pandulf, composto da band (o bandwo, "bandiera", "vessillo") e vulf (o wulf, wulfa, "lupo"). Può essere interpretato come "lupo-vessillo del combattimento" (considerando che il lupo era animale sacro presso le popolazioni germaniche).
È documentato in Italia a partire dall'VIII secolo, e venne portato da diversi principi di Capua e di Benevento. Ad oggi gode di scarsa diffusione, ed è attestato principalmente in Sicilia.

## Onomastico
Il nome è adespota, ossia privo di santo patrono; l'onomastico si può eventualmente festeggiare il 1º novembre, in occasione di Ognissanti.

## Persone

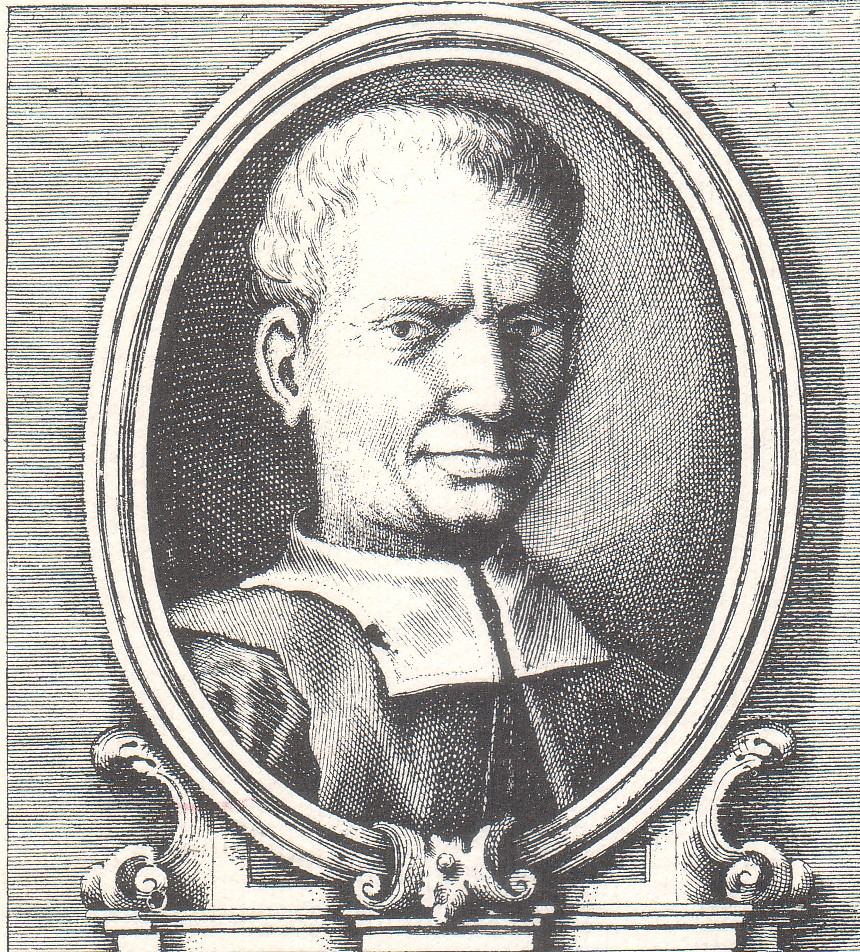
Pandolfo Petrucci

- Pandolfo da Alatri, storico e pseudocardinale italiano
- Pandolfo II di Capua, principe di Capua
- Pandolfo IV di Capua, principe di Capua
- Pandolfo V di Capua, conte di Teano e principe di Capua
- Pandolfo II di Salerno, principe di Salerno
- Pandolfo III di Salerno, principe di Salerno
- Pandolfo Collenuccio, umanista, storico e poeta italiano
- Pandolfo della Stufa, politico italiano
- Pandolfo Malatesta, arcivescovo cattolico italiano
- Pandolfo I Malatesta, condottiero italiano e signore di Rimini
- Pandolfo II Malatesta, condottiero italiano
- Pandolfo III Malatesta, condottiero italiano
- Pandolfo IV Malatesta, detto Pandolfaccio, condottiero italiano e signore di Rimini
- Pandolfo V Malatesta, condottiero italiano
- Sigismondo Pandolfo Malatesta, signore di Rimini
- Pandolfo Masca, cardinale italiano
- Pandolfo Petrucci, politico italiano
- Pandolfo Testadiferro, principe di Benevento e di Capua e poi principe di Salerno
- Pandolfo Verraccio, vescovo cattolico italiano